# グッド・アズ・アイ・ビーン・トゥ・ユー
『グッド・アズ・アイ・ビーン・トゥ・ユー』（Good as I Been to You）は、1992年にリリースされたボブ・ディランの28枚目のスタジオ・アルバム。1964年に発売の『アナザー・サイド・オブ・ボブ・ディラン』以来のアコースティック・ギター弾き語りによるアルバムで、トラディショナル・フォークソングのカバー曲集。自作の楽曲がない初めてのアルバムでもある。
アメリカのBillboard 200では最高位51位、全英アルバムチャートでは最高位18位、日本のオリコン週間アルバムランキングでは最高位50位を記録。

## 収録曲
特記なき楽曲は、いずれもボブ・ディランが編曲したトラディショナル・フォークソング。

### CD
| #         | タイトル                                                          | 作詞・作曲                                | 編曲                       | 時間  |
| --------- | ----------------------------------------------------------------- | ----------------------------------------- | -------------------------- | ----- |
| 1.        | 「フランキーとアルバート」(Frankie & Albert)                      |                                           | ミシシッピ・ジョン・ハート | 3:50  |
| 2.        | 「ジム・ジョーンズ」(Jim Jones)                                   |                                           | ミック・スローカム         | 3:52  |
| 3.        | 「ブラックジャック・デイヴィー」(Blackjack Davey)                 |                                           |                            | 5:47  |
| 4.        | 「キャナディ・アイ・オー」(Canadee-i-o)                           |                                           |                            | 4:20  |
| 5.        | 「オン・トップ・オブ・ザ・ワールド」(Sittin' on Top of the World) | ウォルター・ヴィンソン ロニー・チャトモン |                            | 4:27  |
| 6.        | 「リトル・マギー」(Little Maggie)                                 |                                           |                            | 2:52  |
| 7.        | 「辛い時代」(Hard Times)                                          | スティーブン・フォスター                  |                            | 4:31  |
| 8.        | 「ステップ・イット・アップ・アンド・ゴー」(Step It Up and Go)     |                                           |                            | 2:54  |
| 9.        | 「あしたの晩」(Tomorrow Night)                                    | サム・コスロー ヴィル・グロシュ           |                            | 3:42  |
| 10.       | 「アーサー・マクブライド」(Arthur McBride)                        |                                           | ポール・ブレイディ         | 6:20  |
| 11.       | 「別れるっていうんだね」(You're Gonna Quit Me)                    |                                           |                            | 2:46  |
| 12.       | 「ダイアモンド・ジョー」(Diamond Joe)                             |                                           |                            | 3:14  |
| 13.       | 「蛙の求婚」(Froggie Went A-Courtin')                             |                                           |                            | 6:26  |
| 合計時間: | 合計時間:                                                         | 合計時間:                                 | 合計時間:                  | 55:01 |

### LP盤
アナログA面
1. フランキーとアルバート
2. ジム・ジョーンズ
3. ブラックジャック・デイヴィー
4. キャナディ・アイ・オー
5. オン・トップ・オブ・ザ・ワールド
6. リトル・マギー
7. 辛い時代

アナログB面
1. ステップ・イット・アップ・アンド・ゴー
2. あしたの晩
3. アーサー・マクブライド
4. 別れるっていうんだね
5. ダイアモンド・ジョー
6. 蛙の求婚

## クレジット
※出典
- ボブ・ディラン - ボーカル、ギター、ハーモニカ
- デビー・ゴールド - プロデューサー
- ミカジャ・ライアン - レコーディング・エンジニア、ミキシング・エンジニア
- スティーブン・マーカソン - マスタリング
- ジミー・ワクテル - カバー写真

## チャート成績
| チャート (1992年 - 1993年)       | 最高位 |
| -------------------------------- | ------ |
| オーストリア (Ö3 Austria)        | 34     |
| カナダ (RPM)                     | 38     |
| ドイツ (Offizielle Top 100)      | 68     |
| 日本 (オリコン)                  | 50     |
| オランダ (MegaCharts)            | 71     |
| ノルウェー (VG-lista)            | 11     |
| スウェーデン (Sverigetopplistan) | 22     |
| スイス (Schweizer Hitparade)     | 19     |
| UK アルバムズ (OCC)              | 18     |
| US Billboard 200                 | 51     |